# رحمة حسن
رحمة حسن (15 ديسمبر 1988 -)، فنانة مصرية. بدأت حياتها الفنية في فيلم الف مبروك ثم قدمت دورا أكبر في فيلم العالمي. ثم شاركت بالعديد من الأفلام والمسلسلات الأخرى.

## أعمالها

### من المسلسلات
| ▪︎ نصيبي وقسمتك 2021 - سابع جار بدور هالة - ولاد تسعة: 2017 - لأعلى سعر : 2017 - المنظومة: 2016 - وش تاني: 2015 - عيون القلب: 2015 بدور منال البنهاوي - الصعلوك: 2015بدور سلمي | - مش حالة نادرة: 2014 - أنا عشقت: 2014 - نقطة ضعف: 2013 - الداعية: 2013 | - موجة حارة: 2013بدور بثينة - الصفعة: 2012 بروف - زى الورد: 2012 - أزمة سكر: 2010 بدور شرويت الأبنة الثالثة لعم سكر |

مره ملبن
- مسلسل سابع جار بدور هاله 2017

### من الأفلام
- سمكة وصنارة: 2017
- نوارة: 2015 بدور خديجة
- مصور قتيل: 2012
- سمير وشهير وبهير: 2010 بدور بهيرة بهير (صغيرة)
- العالمي: 2009 بدور ملك
- الرجل الأخطر 2018 بدور محامية
- ألف مبروك

## وصلات خارجية
- رحمة حسن على موقع IMDb (الإنجليزية)
- رحمة حسن على موقع الدهليز
- رحمة حسن على موقع قاعدة بيانات الأفلام العربية
- رحمة حسن على موقع قاعدة بيانات الفيلم (الإنجليزية)